# Philip Francis Thomas
Philip Francis Thomas, född 12 september 1810 i Easton, Maryland, död 2 oktober 1890 i Baltimore, Maryland var en amerikansk demokratisk politiker.
Han utexaminerades 1830 från Dickinson College i Pennsylvania. Därefter studerade han juridik och inledde sin karriär som advokat i hemstaden Easton. Han var delegat till delstaten Marylands konstitutionskonvent 1836 och invaldes i Maryland House of Delegates, underhuset i delstatens lagstiftande församling, 1838, 1843 och 1845. Han var ledamot av USA:s representanthus 1839-1841 och guvernör i Maryland 1848-1851.
När Howell Cobb i december 1860 avgick som USA:s finansminister, tog Thomas motvilligt emot utnämningen som ny finansminister. På grund av hotet av sydstaternas utträde ur USA fanns det inte mycket förtroende i USA:s ekonomi. Genast efter att ha tillträtt som finansminister måste Thomas försöka finansiera utbetalningen av räntan till USA:s statsskuld med hjälp av en försäljning av statsobligationer. Bankerna i nordstaterna hade inte förtroende i USA:s regering och vägrade köpa statsobligationer, eftersom de var rädda för att pengarna skulle hamna i sydstaterna. Thomas avgick redan efter en månad som finansminister.
Thomas blev 1863 igen invald i Maryland House of Delegates. Han blev 1867 invald i USA:s senat från Maryland men senaten nekade honom tillträde. Han var på nytt ledamot av representanthuset 1875-1877. Han misslyckades att bli invald i senaten 1878 men valdes till Maryland House of Delegates ytterligare två gånger, 1878 och 1883.
Anglikanen Thomas avled i en ålder av 80 år och gravsattes på Spring Hill Cemetery i Easton.